# ياقوت (مسلسل)
ياقوت مسلسل سوري تاريخي تم إنتاجه سنة 1998، من إخراج محمد فردوس أتاسي يتحدث عن المؤرخ المعروف ياقوت الحموي.

## فكرة العمل
ياقوت مسلسل تاريخي يتحدث عن المؤرخ المعروف ياقوت الحموي عبارة عن كتابة درامية لأهم الفصول في حياة ومسيرة هذا المؤرخ والجغرافي والرحالة الكبير ودوره في إغناء الحياة الفكرية والإنسانية، خاصة جهوده إلى جانب الخليفة العباسي الناصر لدين الله، في فترة عصيبة من تاريخ العرب والمسلمين الذين وجدوا أنفسهم تحت طائل الفرنجة والمغول وهو من تأليف أنور تامر وإخراج محمد فردوس أتاسي.

## طاقم التمثيل
البطولة
جمال سليمان في دور ياقوت الحموي.
الممثلون الآخرون
عائلة عسكر
خالد تاجا في دور عسكر.
ثراء دبسي في دور أم عبادة.
عبد المنعم عمايري في دور عبادة.
كاريس في دور علية.
عائلة شاهبندر
محمود سعيد في دور شاهبندر.
فاديا خطاب في دور أم عباس.
فرح بسيسو في دور جلنار.
من لبنان
ربا الشريف في دور جمانة.
في الرحلة مع ياقوت
محمود جركس في دور الحاج منذر.
وائل رمضان في دور قره قونشار.
محمد آل رشي في دور معتز.
أسرة الباديشاه
منى واصف في دور خاتون.
رضوان عقيلي في دور الباديشاه.
أحمد منصور في دور الوزير طه.
جلال شموط في دور الأمير محمد.
علي كريم في دور المستشار ابن صالح.
عباس الحاوي في دور المستشار تيمور مالك.
محمد الطيب في دور الشيخ الجرجاني.
أسرة أذربيجان
صالح الحايك في دور أوزبك.
من لبنان
كاتيا كعدي في دور كول جميل.
فاتن شاهين - قاسم ملحو - مرشد ضرغام - عبد الرحمن بكر.
أسرة منكلي
عبد الفتاح المزين في دور منكلي.
اسكندر عزيز - أحمد مللي - أحمد ماهر ديركي - حسين عباس.
ضيوف الشرف
عبد الرحمن آل رشي في دور الخليفة الناصر لدين الله.
هاني الروماني في دور دهقان.
أديب قدورة في دور القفطي.
أسرة بعلبك
حسن دكاك في دور والي بعلبك.
هاني شاهين في دور شاكر آغا.
أسرة المغول
فائق عرقسوسي في دور جنكيز خان.
سليم تركماني - عبد السلام الطيب - نصر شما - ياسين أرناوؤط.
أسرة السوق
أحمد عداس في دور ابن يعيش.
بشار القاضي في دور العكبري.
عادل شكري - مروان الطيب - نبيل حلواني - مفيد أبوحمدة - ممدوح الخواجة - فاضل وفائي - حسن اسرب - جريس جبارة.

## وصلات خارجية
- صفحة المسلسل على قاعدة بيانات السينما العربية.